# Libertino de Agrigento
Libertino es venerado como mártir cristiano y como el primer obispo de Agrigento, en Sicilia.
Según tradición, San Pedro envió a Libertino a Agrigento para cristianizar la ciudad durante el siglo I.  Sin embargo, Libertino pudo haber vivido en una fecha posterior, durante el siglo III, y pudo haber sido martirizado durante las persecuciones de Decio o Diocleciano.
La tradición también sostiene que su predicación fue tan eficaz que finalmente fue martirizado por las autoridades romanas.
Realizó milagros y construyó una iglesia, quizás en el sitio de la actual Catedral de Agrigento.  Una leyenda que se cuenta de Libertino es que justo antes de morir pronunció el verso latino: Gens iniqua, plebs rea, non videbis ossa mea ("Gente inicua, gente culpable, no verás mis huesos").  Se dice que la puerta norte de la ciudad, Bibbirria, se deriva de una corrupción de las últimas palabras de Libertino.  Sin embargo, es más probable que el nombre derive del árabe para "Puerta de los vientos" (Bab er rijah).  Además, según Giuseppe Fumagalli, estos versos eran un dicho común en las comunidades que no poseían las reliquias de su santo patrón.
Libertino fue martirizado con San Peregrino, y se dice que fue apedreado o asesinado con una espada.

## Veneración
Un culto dedicado a Libertino existió desde muy temprano en Agrigento.  En la vida de Leoncio de San Gregorio de Agrigento, obispo de la ciudad, se afirma que la iglesia de Agrigento poseía una casa en Palermo que lleva el nombre de Libertino.  Libertino fue invocado en busca de ayuda en 1625 durante una plaga que afligió a Agrigento.